# مكتبات الجامعة وتقنيات التعلم
 مكتبات الجامعة وتقنيات التعلم هي مدرسة تابعة للجامعة الأمريكية بالقاهرة . تقع الجامعة في الحرم الجامعى الجديد في القاهرة الجديدة في مصر.
تشمل مكتبات الجامعة ووسائل التعلم التكنولوجية على المكتبات التالية: مكتبة الجامعة الرئيسية ومكتبة الكتب النادرة والمجموعات الخاصة ( وتشمل إدارة المحفوظات والسجلات الجامعية) ومركز التعيلم والتعلم.
تشكل هذه الوحدات معًا واحدة من أكبر وأهم مكتبات البحوث الأكاديمية في مصر. على الرغم من موقعها الفعلي في مصر تم اعتماد الجامعة الأمريكية في القاهرة  في الولايات المتحدة من قبل لجنة التعليم العالي. تطبق مكتبات الجامعة وتقنيات التعلم المعايير الأمريكية في جميع جوانب عملها.
مكتبات الجامعة وتقنيات التعلم هي عضو في جمعية المكتبات ومكتبات البحوث وهي فرع من جمعية المكتبات الأمريكية وعضو في شبكة الموارد العالمية التابعة لمركز مكتبات البحوث، وعضو في IFLA. وتشارك في برامج مركز المكتبة الرقمية على الإنترنت لمشاركة الموارد والأبحاث.
اعتبارًا من فبراير 2015 تضم بين مقتنياتها حوالي 70,000 مجلة إلكترونية في أكثر من 138 قاعدة بيانات وأكثر من 480.000 مجلد من الكتب المطبوعة (منها 348.453 مجلداً باللغة الإنجليزية و 102.655 مجلداً باللغة العربية و 26.657 مجلداً باللغة الفرنسية و 6.071 مجلداً باللغة الألمانية بالإضافة إلى مقتنيات صغيرة بلغات أخرى) توفر المكتبات أيضًا إمكانية الوصول إلى أكثر من 250.000 كتاب إلكتروني، وعدة آلاف من العناوين من الرسائل والخرائط والصور المجسمة والمواد السمعية البصرية.
المكتبات مفتوحة لجميع أعضاء هيئة التدريس والطلاب والموظفين في الجامعة الأمريكية بالقاهرة. كما يتم قبول الباحثين الزائرين الذين يتطلب عملهم استخدام هذه المجموعات.

## التاريخ

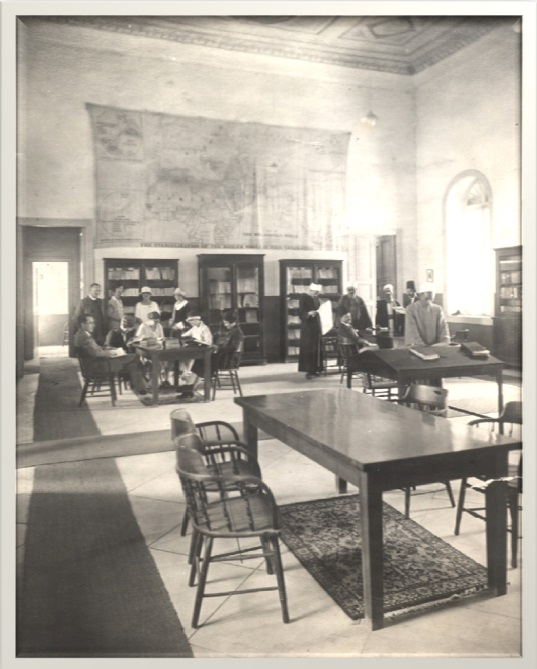
قاعة القراءة بكلية الدراسات الشرقية في الجامعة الأمريكية بالقاهرة عام 1922.

بحلول عام 1922 أي بعد ثلاث سنوات من تأسيسها كانت الجامعة الأمريكية بالقاهرة تحتوي على غرفة قراءة صغيرة كجزء من كلية الدراسات الشرقية في حرم الجامعة بالتحرير. في عام 1959 تم نقل المكتبة إلى هيل هاوس وإدارتها من قبل أمناء المكتبات وأعضاء هيئة التدريس. تضم المجموعة في المقام الأول الكتب بالإنجليزية والعربية. في عام 1973 أنشأت المكتبة أول قائمة مقتنيات المجلدات المحوسبة. أعيد تصنيف المجموعة بنظام ديوي العشري إلى نظام أرقام الاتصال بمكتبة الكونغرس بين عامي 1972 و 1975. في عام 1982 انتقلت المكتبة الرئيسية إلى منشأة جديدة مخصصة لهذا الغرض في الحرم الجامعي اليوناني ( ناصية شارع محمد محمود ويوسف الجندي تنتمي أصلاً إلى المجتمع اليوناني). في عام 1986 نفذت المكتبة واحدة من أوائل الكتالوجات على الإنترنت في الشرق الأوسط من خلال نظام دوبيس / ليبيز الألماني البلجيكي.

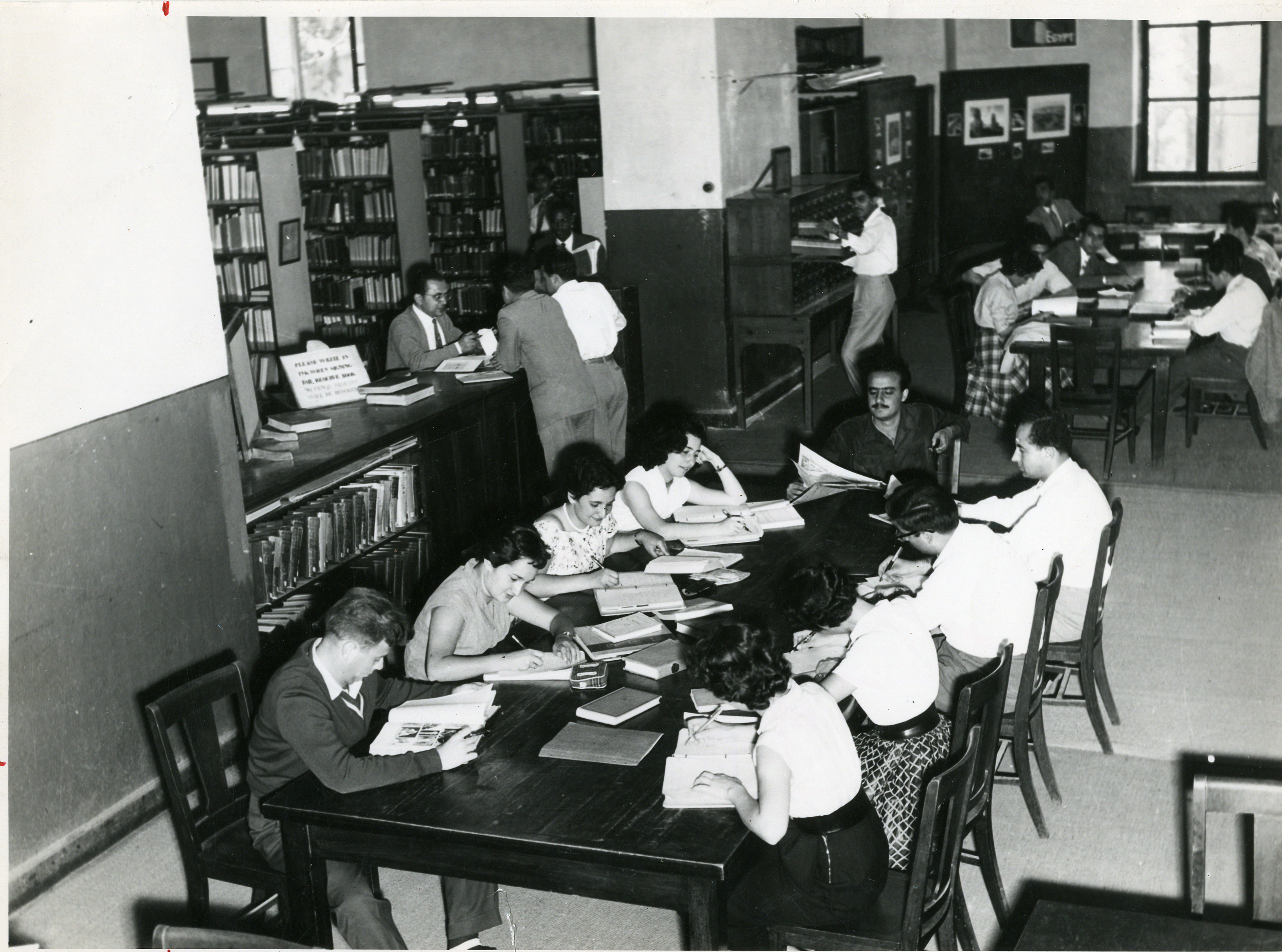
منظر داخلي للمكتبة في هيل هاوس بالحرم الجامعى في التحرير عام 1955.

في عام 1995 كانت المكتبة الرئيسية الأولى في المنطقة التي تنشئ قسمًا لمحو أمية تكنولوجيا المعلومات وتم إضافة المزيد من أعضاء هيئة التدريس مع توسيع الخدمات لتلبية الاحتياجات المتخصصة للإدارات الأكاديمية الجديدة وتطوير التقنيات. شهد عام 1990 افتتاح مكتبة الكتب النادرة والمجموعات الخاصة. في عام 1998 رُفع مدير المكتبة إلى رتبة عميد. بعد ذلك بوقت قصير في عام 2000 تم دمج المكتبة مع أقسام خدمات الوسائط والحوسبة الأكاديمية والاتصالات عبر الإنترنت. تم افتتاح مركز التعيلم والتعلم في عام 2002. في صيف عام 2008 انتقلت مكتبات الجامعة وتقنيات التعلم من وسط القاهرة إلى موقعها الحالي في حرم الجامعة الجديد الذي تبلغ مساحته 265 فدانًا في القاهرة الجديدة.

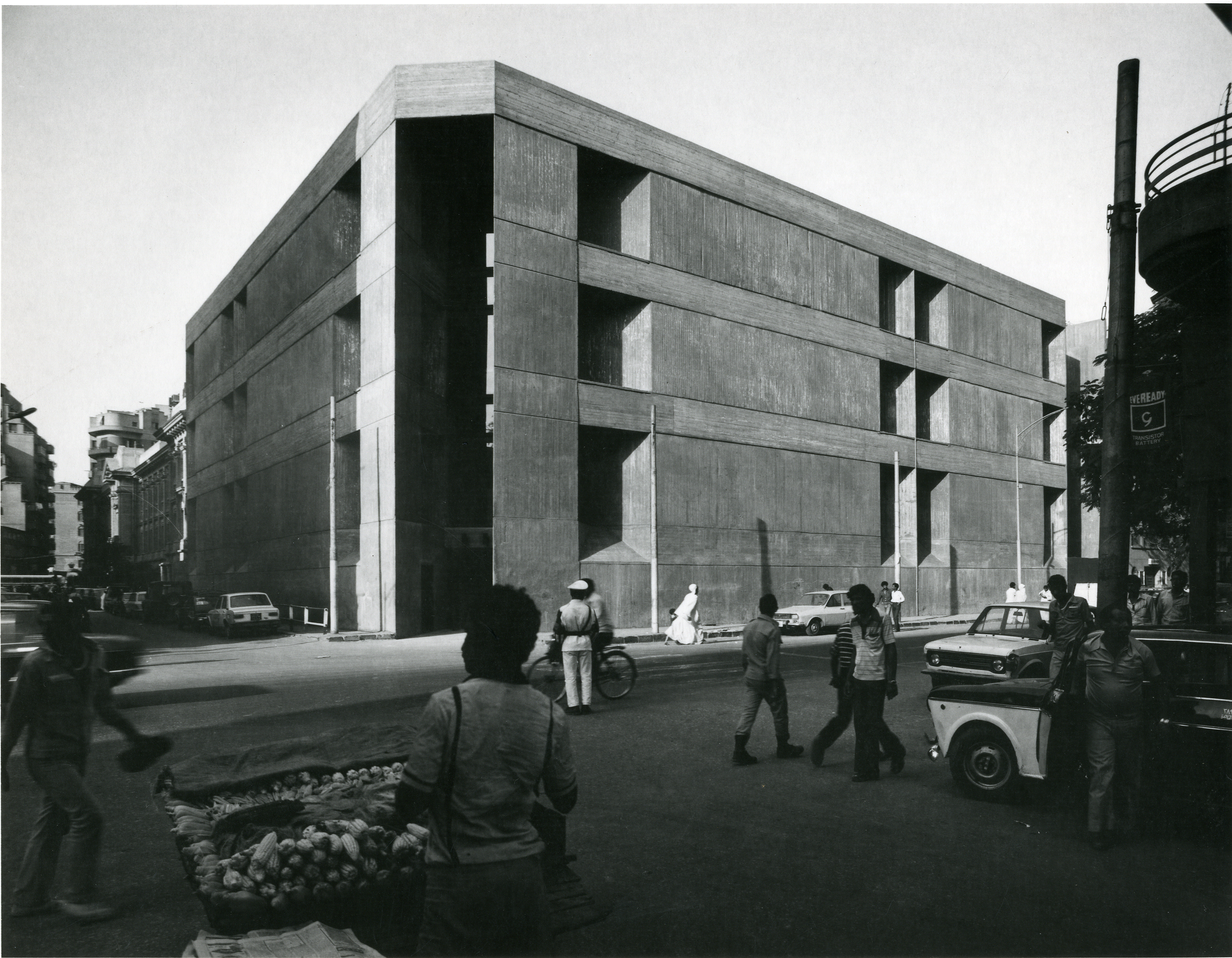
مكتبة الجامعة الأمريكية في الحرم الجامعي اليوناني بوسط القاهرة عام 1981.

### قائمة التسلسل الزمني للعمداء والمديرين
- جمال الدين حافظ عواد - أمين مكتبة، 1922-1923
- هيلين فلين - أمينة مكتبة، 1928-1931
- هيوز غيبونز - أمين مكتبة، 1932-1937
- وورث سي. هوارد - أمين مكتبة الجامعة، 1940-1955
- جورج هنري جاردنر - أمين مكتبة الجامعة، 1955-1959
- سيد محمود شنيطي - أمين مكتبة الجامعة، 1957-1962
- فلورنس لجونجرين - أمين مكتبة الجامعة، 1962-1966
- فريدريك أرنولد - أمين مكتبة الجامعة، 1966-1967
- جيمس فان لويك - مدير المكتبة، 1967-1970
- غريس لارودي - مديرة المكتبة، 1969-1971
- إيفريت مور - مدير المكتبة، 1971-1973
- جيسي دوغان - مدير المكتبة، 1973-1985
- سميث ريتشاردسون - مدير المكتبة، 1986-1989
- كينيث أوبرمبت - مدير خدمات المكتبات والإعلام، 1990-1995
- شهيرة الصاوي - مديرة خدمات المكتبات والإعلام، 1995-1998 ؛ عميد مكتبات الجامعة وتقنيات التعلم، 1998-

## الوحدات

### المكتبة الرئيسية
تتكون المكتبة الرئيسية من الوحدات التالية:
- الأنظمة الآلية (دعم وتطوير تكنولوجيا المعلومات بالمكتبة)
- المجموعات (إدارة المجموعات المادية والإلكترونية)
- الخدمات العامة (تعليم المستخدم وخدمات المستفيد)

### مكتبة الكتب النادرة والمجموعات الخاصة (RBSCL)
تم إنشاء مكتبة الكتب النادرة والمجموعات الخاصة في الجامعة الأمريكية (RBSCL)  في عام 1992 وهي مزيج من وحدة المجموعات الخاصة بالمكتبة الرئيسية التي حافظت على أرشيفات الجامعة ومجموعة متنوعة من الكتب والخرائط النادرة ومكتبة مركز الدراسات العربية بالجامعة. في الفن والعمارة الإسلامية تم جمع هذه الكتب في فيلا تطويرها تعود إلى القرن التاسع عشر في حرم ميدان التحرير بوسط المدينة لكنها انتقلت مع معظم الجامعة إلى الحرم الجديد في ضواحي القاهرة بعد عام 2009. خلال الثورة المصرية عام 2011 ساعد موظفو المكتبة وخبراء الحفظ في إنقاذ بعض محتويات المجمع العلمى المصرى في مصر .
وتضم هذه الوحدة عدة أقسام. وتحتفظ بمحفوظات الأرشيف والبحث العلمي  ومكتبة مكتبة الكتب النادرة والمجموعات الخاصة الرقمية  حيث يتم إتاحة بعض مقتنياتها للجمهور. كما أنه يقوم بأرشفة المواقع الإلكترونية من خلال خدمة الأرشفة التي نستخدمها في أرشفة الإنترنت.

#### الكتب النادرة
تم بناء مجموعات مكتبة الكتب النادرة والمجموعات الخاصة إلى حد كبير من خلال الاستحواذ أو التبرع من المكتبات الخاصة للعديد من هواة الجمع، من بينهم كريزويل وماكس دبان ولبيب حبشي وسليم حسن . تشكل مجالات اهتمامهم الرئيسية - الفن والعمارة الإسلامية وعلم المصريات وأدب السفر -والتى تشكل جوهر مجموعات المكتبة.
بالإضافة إلى هواة جمع التحف المذكورة أعلاه حصلت المكتبة على أعمال من علماء وببليوفيليات مثل محمود صبا وعصمت علوبة وكونستانت ديويت وتشارلز عيسوي وتشارلز هيدلند وتشارلز فالتاس ومحمد شوقي مصطفى وأب بيير ريتشيس. في السنوات الأخيرة، تلقت المكتبة مكتبات الشخصيات العامة مثل أنيس منصور  و بطرس بطرس غالي عام (2013).
من بين مقتنيات مكتبة الكتب النادرة والمجموعات الخاصة كتاب وصف مصر ومجلدات متعددة من اللوحات الحجرية للوحات الفنان ديفيد روبرتس في مصر والشام.

#### المجموعات الخاصة
في منتصف التسعينيات بدأت المكتبة في الحصول على مجموعات من الأوراق الشخصية مثل تلك الخاصة بالمهندس حسن فتحي الرائد في القرن العشرين. منذ ذلك الوقت استحوذت المكتبة على موارد أرشيفية ثابتة لتوثيق الحياة الفنية والثقافية والفكرية والسياسية والاجتماعية لمصر الحديثة. تشمل المقتنيات الأوراق الخاصة للنسوية المصرية الرائدة هدى شعراوي وكتابات الصحفي المصري أنيس منصور وأوراق عالم الموسيقى القبطية راغب مفتاح .
يمثل التصوير الفوتوغرافي بما في ذلك الصور العديدة للهندسة المعمارية والمناظر الطبيعية في مصر التي يعود تاريخها إلى أواخر القرن التاسع عشر، منطقة أخرى أساسية للمقتنيات. تشمل المجموعات الرئيسية من الصور المطبوعات التي تصور العمارة الإسلامية التي أنتجها وجمعها كريزويل ، وأرشيف الصور لأبرز المصورين في مصر فان ليو .

#### أرشيف الجامعة وإدارة السجلات
يقوم أرشيف الجامعة بتوثيق تاريخ الجامعة ومهمتها وأنشطتها من خلال المواد في مجموعة متنوعة من الأشكال التي يرجع تاريخها إلى أوائل القرن العشرين. إدارة سجلات الجامعة الأمريكية تساعد مكاتب الجامعة في التعامل مع سجلاتهم غير النشطة. تحتفظ الوحدة أيضًا بأرشيف على الإنترنت لمحتوى الويب من مصر.

#### مركز العمارة الإقليمي
بدأت مكتبة الكتب النادرة والمجموعات الخاصة في جمع المحفوظات المعمارية من خلال الاستحواذ على مجموعة أعمال حسن فتحي المهندس المعماري الرائد في مصر في القرن العشرين في عام 1994. في السنوات اللاحقة حصلت المكتبة على مجموعات من المهندسين المعماريين المصريين البارزين مثل حسن فتحي  ورمسيس ويصا واصف وسيد كريم وأحمد حميد وجمال بكري. تم دعم الحفاظ على هذه المجموعات ومعالجتها بواسطة المنح المقدمة من مؤسسة Getty Grant ومؤسسة المنح القومية الأمريكية للعلوم الإنسانية.

#### مركز التميز للشرق الأوسط والثقافات العربية (CEMEAC)
يدعم المركز الأبحاث العلمية المتقدمة من خلال الاستفادة من نقاط القوة للمجموعات الحالية المتميزة في الدراسات العربية والشرق أوسطية.

### مركز التعليم والتعلم
يعزز مركز التعليم والتعلم (CLT) من التميز في التدريس بما في ذلك التطبيق الفعال للتكنولوجيا في عملية التعليم والتعلم. جنبا إلى جنب مع الشركاء المؤسسيين الآخرين يعزز مركز التعليم والتعلم الوصول المفتوح للمنح الدراسية.

## روابط خارجية
- المكتبة الرئيسية
- مكتبة الكتب النادرة والمجموعات الخاصة الصفحة الرئيسية
- مركز التعيلم والتعلم الصفحة الرئيسية